# آن بارنز
آن بارنز (بالإنجليزية: Ann Barnes)‏ هي مغنية وممثلة أمريكية، ولدت في 15 يوليو 1945 في لانسنغ في الولايات المتحدة، وتوفيت بنفس المكان في 13 سبتمبر 2005.

## وصلات خارجية
- آن بارنز على موقع IMDb (الإنجليزية)